# 前線 (気象)

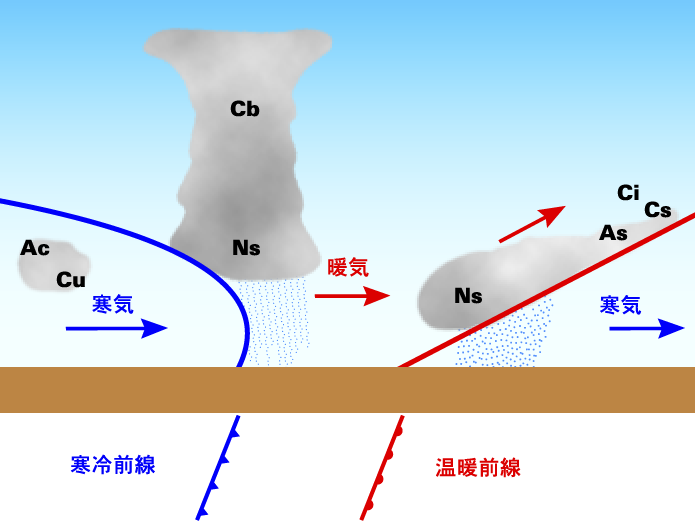
寒冷前線・温暖前線のモデル図

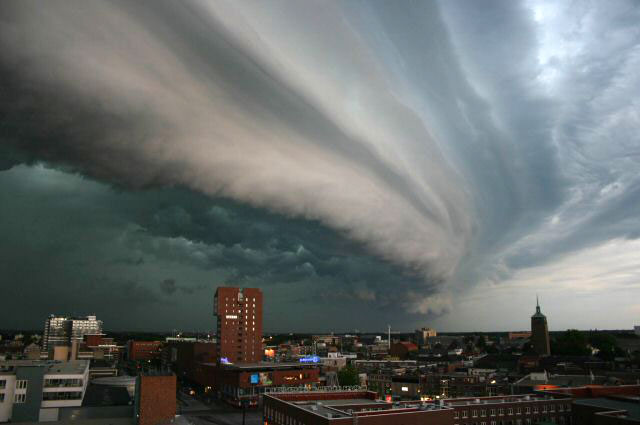
前線(ガストフロント)の雲

天気図で用いる前線の記号
1. 寒冷前線 2. 温暖前線 3. 停滞前線 4. 閉塞前線 5. 気圧の谷 6. スコールライン・シアーライン 7. ドライライン 8. 熱帯波動線 9.上層暖気トラフ（trough of warm air aloft：TROWAL. カナダの天気図解析で用いられる）

気象でいう前線（ぜんせん、weather front）とは、2つの気団が接触したときに生ずる不連続面（前面・前線面）が地上と交わる線のことをいう。気温の分布を見ると、前線にあたるところでは気温や風向・風速が連続的ではなく急激に変化していることから、かつては「不連続線」とも表記された。「不連続線」は意味上誤りではないが、20世紀半ばから「前線」に取って代わられた。
前線は、寒冷前線・温暖前線・停滞前線・閉塞前線に分類される。温暖前線は暖気の流れる方向に、寒冷前線と閉塞前線は寒気の流れる方向に移動する。一般的には偏西風の影響を受けて西から東へ動くことが多いが、停滞前線はあまり移動しない。前線が通過する地点では、気温・風（風向・風速）・寒気側が相対的に高圧になることから等圧線が折れ曲がり気圧が急変する。傾圧における鉛直循環は大気境界層において顕著であるが、自由大気では地衡風が卓越し高度が上がるにつれ認められなくなる。

## 寒冷前線
寒冷前線は、冷たい気団が暖かい気団に向かって移動する際の接触面で起きる。日本付近をはじめ北半球では、主に温帯低気圧の進行方向後面に、南西方向に連なって伸びる。寒気と地表の間に抵抗があるため、上図のように寒気が上空に張り出した形で気団が移動する。寒冷前線が通過すると気温が急に下がる。長く連続した雨になることは少ないが、積乱雲が発生するため、短時間で強い雨をもたらし、雷や突風・雹をともなうことも多い。また、温度差が大きい場合、竜巻が発生する遠因になる。

## 温暖前線
温暖前線は、暖かい気団が冷たい気団に向かって移動する際の接触面で起きる。日本付近をはじめ北半球では、主に温帯低気圧の進行方向前面に、東西に連なって伸びる。暖気が寒気に乗り上げるため、上図のように一様に傾斜した境界面ができる。温暖前線通過時には気温がゆっくり上昇する。乱層雲が発達し、ある程度連続した雨が降りやすいが、その降り方は弱い。ただし、東シナ海上からの暖かく湿った空気が温暖前線に流れ込んで活動が活発になると、温暖前線特有の地雨性の降雨でなく、どちらかといえば寒冷前線の通過時にあるような非常に激しい雷雨になることがある。前線の通過にともない、南よりの風から北または西よりの風に変わる。
日本付近では、温暖前線の北側を吹いてくる東風（寒気団）が長らく太平洋上にあり温められるため、前線通過時でもあまり気温の変動がない場合が多い。

## 停滞前線
停滞前線は、暖かい気団と冷たい気団の勢力が等しい状態または、ほとんど移動しない状態で接触した場合に発生する前線。上空の風向と、前線の走向が並行になっていると停滞前線ができる。停滞前線は、多くは東西に伸びているが、南方の暖気団と北方の冷気団との相対的な勢力により、南北に上下運動をするので、前者が打ち勝てば前線は北上し、後者が打ち勝てば前線は南下する。雲の状況と雨の降り方は温暖前線に似て、長く連続した雨が降る。南海上から暖かく湿った空気が流れ込んで活動が活発になると、積乱雲が発達して大雨になることがある。
梅雨前線・秋雨前線などが代表例である。その他、春の「菜種梅雨」時や、晩秋から初冬にかけての「サザンカ梅雨」時のぐずつき天気も、本州南岸沿いに伸びる停滞前線に起因することが多い。

## 閉塞前線
温帯低気圧から伸びる温暖前線と寒冷前線では、後者のほうが進行速度が大きいため、低気圧の中心近くでは寒冷前線が温暖前線に追いつき、閉塞前線となる。温暖前線の前の寒気と寒冷前線の後ろの寒気とは、通常わずかながら温度差があるため、寒気同士が接触すると、その上空に暖かい方の寒気が押し上げられる。なお、閉塞前線を伴った低気圧は暖気が上空に押し上げられてしまうため、発達のためのエネルギーが無くなって弱まって行く。
寒冷型閉塞前線
寒冷前線側の寒気の方が温度が低く、温暖前線側の寒気の下にもぐりこんで行き、閉塞前線は寒冷前線面に沿って形成される。
温暖型閉塞前線
温暖前線側の寒気の温度が低いため、寒冷前線側の寒気がその上に上昇し、温暖前線面に沿った閉塞前線ができる。

## その他の前線

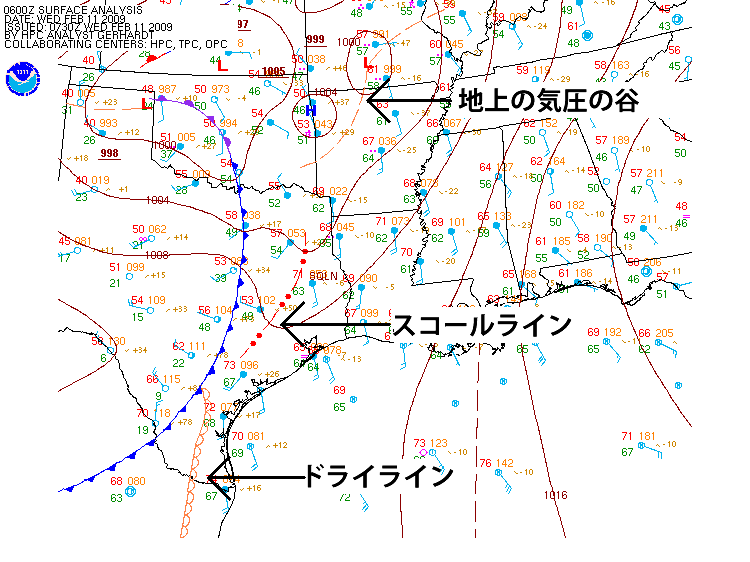
NOAA・NWS（アメリカ合衆国）の天気図

### メソスケールの前線
総観気象学の気象を表現する天気図には描かれないが、メソスケールで見ると風向・風速や気温が急激に変化している線が現れることがある。この場合も上記と同様の呼び方をする。積乱雲に伴う雷雨の際に、対流・発散・収束によって発生することが多く、このときの寒冷前線を特にガストフロントと呼ぶ。

### ドライライン
乾燥帯前線。上記の4前線が温度の不連続線であるのに対して、ドライラインは湿度の不連続線である。乾燥した気団が、上記の前線で言う「寒気」と同じように南下・東進し湿った気団に衝突することが多い。アメリカ合衆国では一般向けの天気予報（天気図）にも用いられる。

### スコールライン
寒冷前線に沿って、または先行してやってくる前線。もともと寒冷前線の同義語であったが、激しい雷雨を伴う寒冷前線を表す語として用いられるようになった。激しい降雨、霰・雹、雷の多発、継続した強風、竜巻などの突風をもたらすのが特徴。アメリカ合衆国では一般向けの天気予報（天気図）にも用いられる。

### シアーライン
ウインドシアが細長く分布するもの。2種類の用法がある。
メソスケールのシアーライン
総観スケールの気象を表現する天気図には描かれないが、メソスケールで見ると風向・風速が急激に変化しているところ。収束型と発散型があるが、収束型は大気を不安定化させる。集風線・収束線とも言う。
総観スケールのシアーライン
総観スケールでも表現可能な風向・風速の不連続線のうち、温度の変化がない線のこと。閉塞前線が衰弱すると前線の両側の温度差が無くなり、上昇気流だけが名残として残りシアーラインになる。また、熱帯の海洋ではもともと温度差のない前線として発生し、温暖前線にも寒冷前線にも成長しうる。

### 地上の気圧の谷
気圧の低い場所が細長い帯状に並んでいるものを気圧の谷という。気圧の谷と言った場合、地上にできるものを指す場合と上空にできるものを指す場合がある。地上のものは上空のものに比べて重要性が低いとされるが、前線に成長するものや前線から退化したもの、低気圧に発達するもの、メソスケールの低気圧が現れたものもあり、アメリカ合衆国では天気図上に示される。

### 熱帯波動線
熱帯集束帯付近などで、高気圧の辺縁部や低圧部にできる気圧の谷。熱帯低気圧に成長することがある。アメリカ合衆国では天気図上に示される。

## 前線強化過程
時間の経過に従って水平温度傾度が急になるとき、前線強化過程（フロントゲネシス・フロントジェネシス、英語：frontgenesis）にあるという。
以下の図は典型的な前線強化過程を示すものである。図1の変形場で上下方向に線対称の空気粒子のペアを観察すると時間が経過するにつれて空気粒子の間隔は狭まる。もしこの図において等温線が横軸に対し少しでも水平である場合、温度傾度は急になる傾向にある。図2に示すような収束場の場合、対向する流線の粒子ペアの間隔は時間の経過につれて狭まる。故に、等温線が流線に一致する場合を除き、温度傾度は急になる傾向にある。

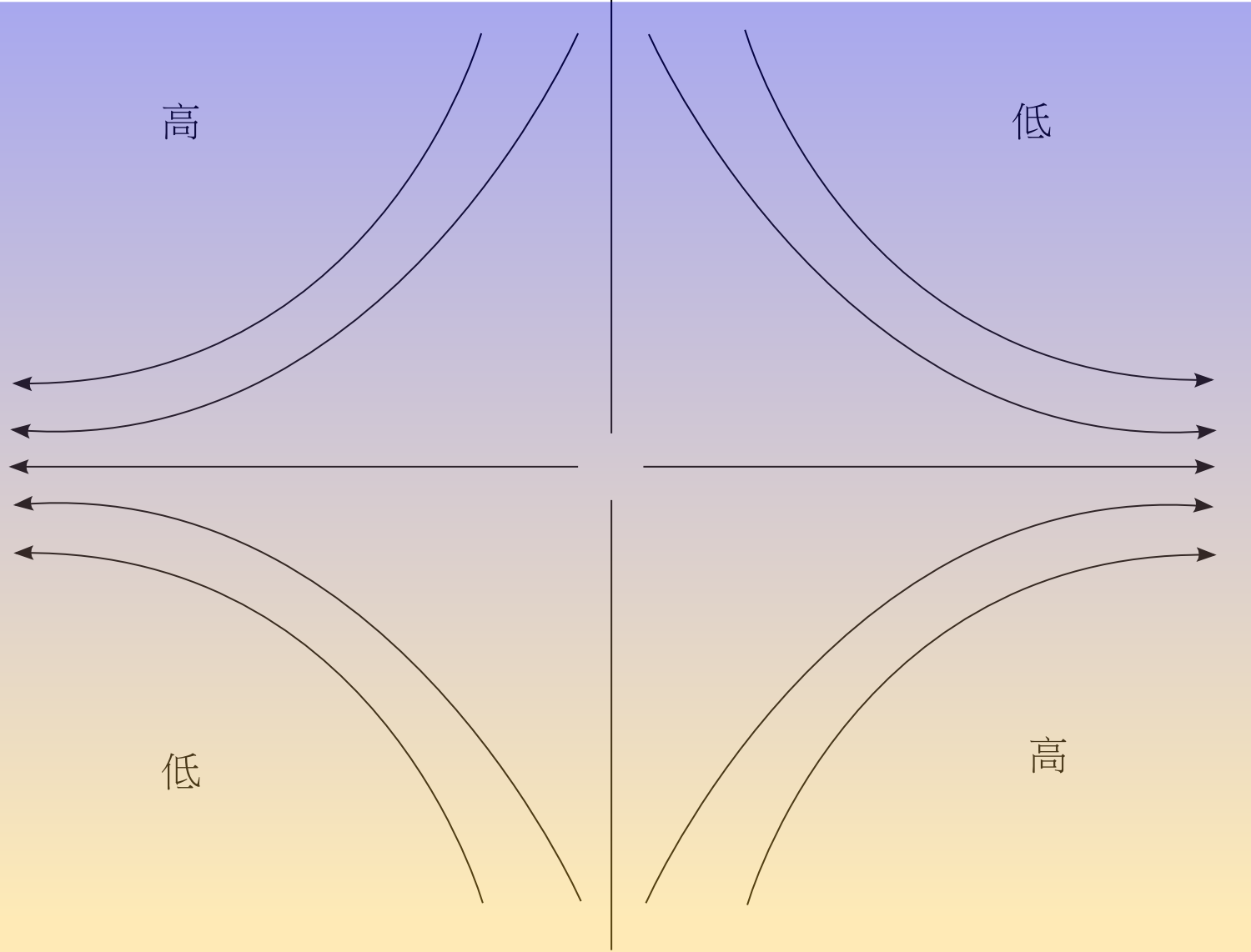
図1.変形による前線強化
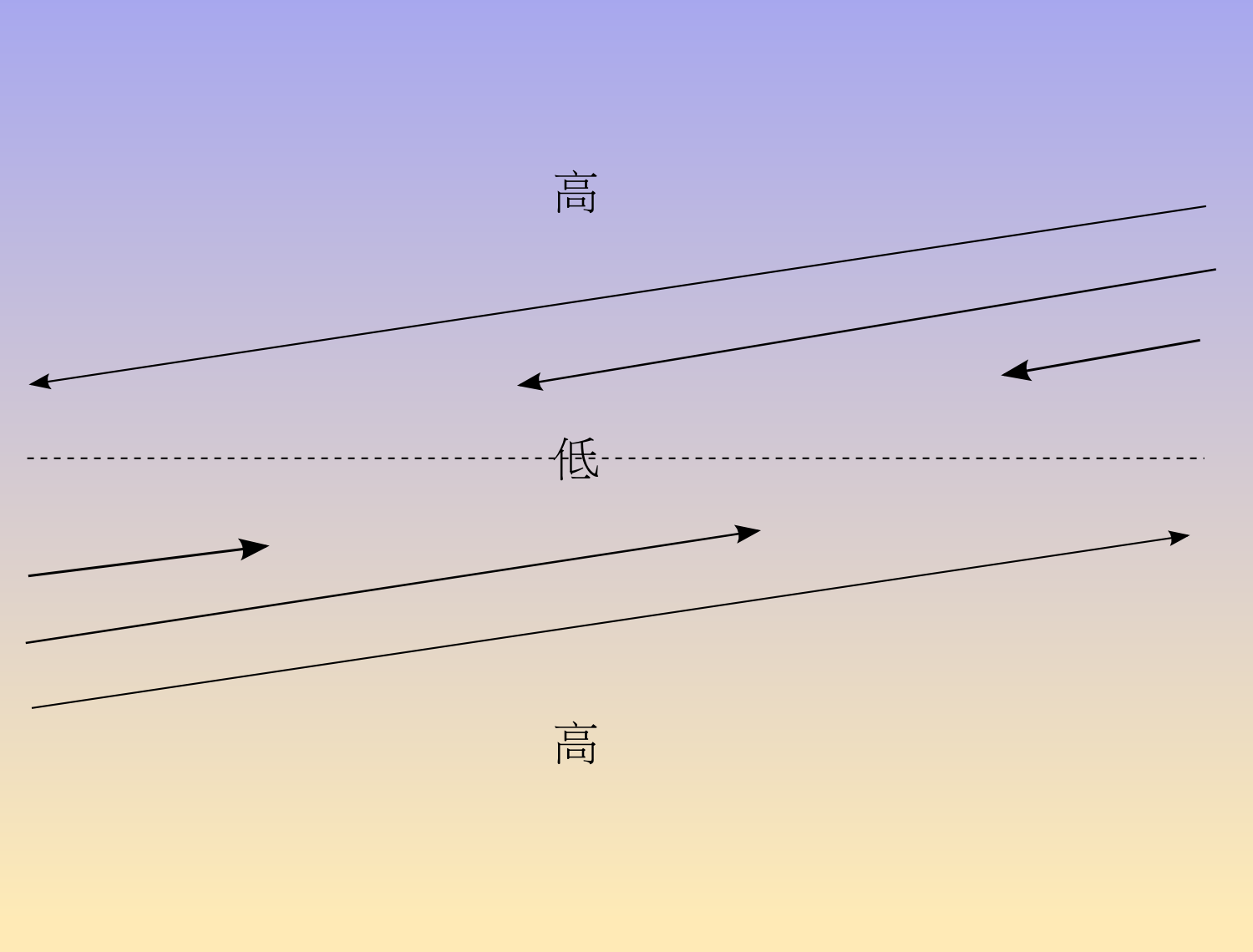
図2.収束による前線強化

前線強化過程に対して、時間の経過に従って水平温度傾度が緩やかになるとき、前線消滅過程（フロントリシス、英語：frontlyses）にあるという。収束場では同等圧線上の任意の空気粒子のペアの間隔は時間の経過につれて狭まるのに対し、発散場では時間の経過に従って広くなる。低気圧では前線が明瞭であるが、高気圧で前線が認められないのはこの所為である。

## 前線の循環構造による分類
温暖前線や寒冷前線などは、循環構造によって、違った気流や雲のでき方になり、降雨のパターンも異なる。
一般的に、前線面で接する暖気と寒気が共に下降傾向にあるものをカタ前線といい、鉛直循環が弱いため層状の雲が広がり、雨も弱い。
前線面で接する空気の一方あるいは両方が上昇傾向にあるものをアナ前線といい、鉛直循環が強いため対流雲が広がり、雨も強い。
カタはカタバティック（滑降風）、アナはアナバティック（滑昇風）に由来する。中間的な性質を持つ前線も多い。アナ型の寒冷前線の前方にはカタ型の温暖前線、カタ方の寒冷前線の前方にはアナ型の温暖前線があることが多い。
また、カタ型の寒冷前線の場合は次のような現象が起こることがある。カタ型の寒冷前線では、下層よりも中層や上層の風のほうが強く、寒冷前線を追い越して前方に、寒冷前線に沿う北向きの暖かく湿った気流（warm conveyor belt、WCB）が存在する。一方、寒冷前線から東向きに乾燥した気流が流れており、これがWCBの上に乗り上げる。そこで寒冷前線の東側上空に、上空寒冷前線という前線が発生する。本来の寒冷前線と分裂（split）した上空寒冷前線を総称してスプリット前線という。このパターンでは、寒冷前線付近では背の低い対流雲からやや強い雨、上空寒冷前線の下では背の高い対流雲から強い雨が降り、温暖前線はアナ型になることが多くここも雨が強くなる。